# Бета-циліндр (структура білків)

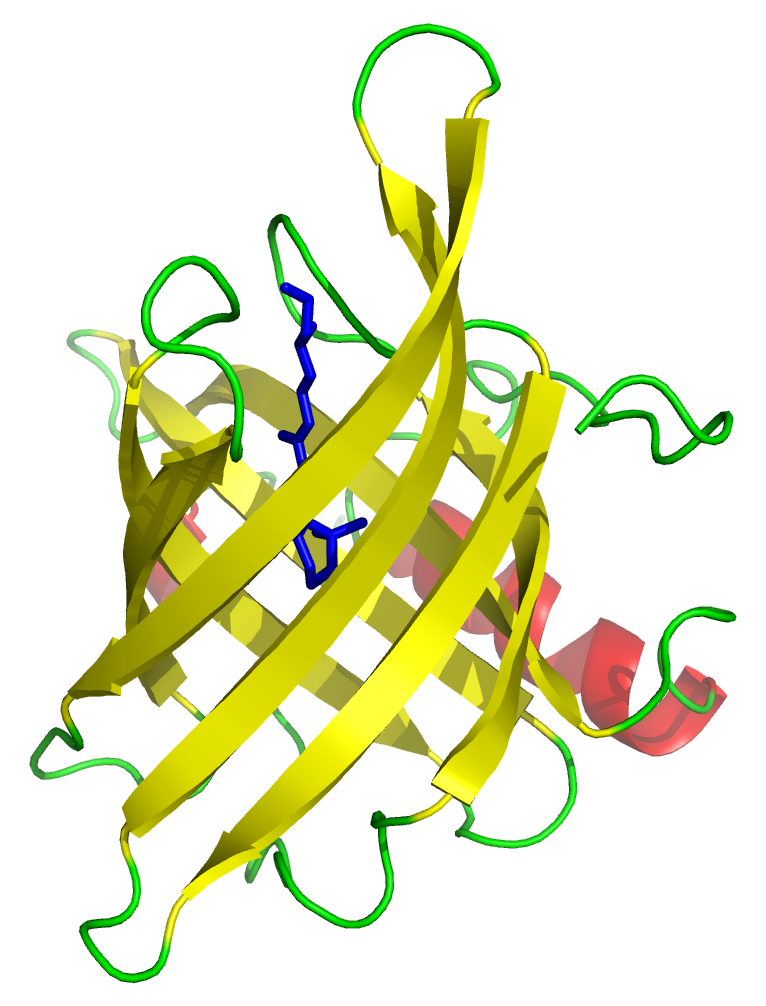
8-ланцюговий β-циліндр

Приклад числення "зсувного числа".

Бета-циліндр (англ. beta-barrel) -- це антипаралельні бета-ланцюги, що утворюють гідрофобне білкове ядро з великим бета-листом. Бета-лист скручується, в результаті чого утворюється замкнута структура, в якій перший ланцюг зв'язаний водневим зв'язком  з останнім. У багатьох випадках структура містить поперечні полярні та гідрофобні амінокислоти так, що гідрофобні залишки орієнтуються у внутрішню частину циліндра з утворенням гідрофобного ядра, а полярні залишки орієнтуються на зовнішню сторону циліндра на поверхні, що піддається розчиннику.

## Типи
Всі бета-циліндри  можна класифікувати за двома цілочисельними параметрами: числом ланцюгів у бета-листі, n, і "зсувним числом", S, мірою хитання ланцюгів у бета-листі. Ці два параметри (n та S) пов'язані з кутом нахилу бета-ланцюгів відносно осі циліндра. Усі бета-циліндри мають позитивні "зсувні числа", тобто вони правозакручені. "сувні числа" більшості бета-циліндрів є парними, але винятки існують.

### Up-and-down
Це найпростіша топологія циліндра, який складається з ряду бета-ланцюгів, кожен з яких пов'язаний водневим зв'язком з попереднім та наступним ланцюгом у первинній послідовності.

### Jelly roll
Також відома як швейцарський рулон, це складна нелокальна структура, в якій є чотири пари антипаралельних бета-листів та вісім  бета-ланцюгів. Лише один  бета-лист сусідствує по послідовності з наступний листом, їх ланцюги чергуються між двома листами так, що вони "загортаються" у три виміри, утворюючи форму циліндра.

## Функції
Бета-циліндр характерний для трансмембраних білків, що знаходяться  на зовнішній мембрані грам-негативних бактерій, мітохондрій та хлоропластів. Загалом ці бета-циліндричні білки виконують найважливіші функції у транспорті білків та передачі сигналів, а також життєво важливі для мембранного біогенезу. Вони також пристосовані до виконання різноманітного набору важливих клітинних функцій (порини, транспортери, ферменти, фактори вірулентності та рецептори). У  мітохондріях є два комплекси з бета-циліндрами, що виконують функцію пороутворюючої субодиниці: Tom40 та Sam50 . Хлоропласт також має функціонально подібні бета-циліндричні комплекси, що найкраще характеризуються Toc75 комплексу TOC (Translocon на зовнішній оболонковій мембрані хлоропластів).